# Petkov Breg
Petkov Breg – wieś w Chorwacji, w żupanii zagrzebskiej, w mieście Samobor. W 2011 roku liczyła 279 mieszkańców.